# Ruellia colombiana
Ruellia colombiana är en akantusväxtart som beskrevs av Emery Clarence Leonard. Ruellia colombiana ingår i släktet Ruellia och familjen akantusväxter. Inga underarter finns listade i Catalogue of Life.